# السعودية في كأس آسيا 2004
شارك المنتخب السّعُوديّ في بطولة كأس آسيا 2004 والتي عُقِدَت في الصين.
بخلاف المشاركات السابقة، أُقصي المنتخب السعودي في هذه البطولة من دور المجموعات، وهي المرة الأولى التي يخرج فيها من هذا الدور بعدما كان دائمًا يصل إلى نهائي البطولة كحد أدنى. تعادل المنتخب السعودي في المباراة الافتتاحية ضد تركمانستان، قبل أن يخسر في المبارتين التاليتين أمام كل من أوزبكستان والعراق. هذا الإخفاق تسبب في إقالة المدرب الهولندي جيرارد فاندرليم وتعيين المدرب الوطني ناصر الجوهر.

## التصفيات
وقع المنتخب السعودي مع إندونيسيا وبوتان واليمن. وجرت جميع مباريات المجموعة في مدينة جدة. احتل المنتخب السعودي الصدارة بعد الفوز في المباريات الست، وسجلوا 31 هدفًا مع تلقّي هدف واحد فقط. رافقه المنتخب الإندونيسي إلى البطولة.

## مرحلة المجمُوعات
وضعت القرعة المنتخب السعودي في المجموعة الثالثة إلى جانب كل من العراق وتركمانستان وأوزبكستان.
| المجموعة 3 |            |      |     |   |   |   |    |      |     |
|            | المنتخب    | نقاط | لعب | ف | ت | خ | له | عليه | ف.أ |
| 1          | أوزبكستان  | 9    | 3   | 3 | 0 | 0 | 3  | 0    | +3  |
| 2          | العراق     | 6    | 3   | 2 | 0 | 1 | 5  | 4    | +1  |
| 3          | تركمانستان | 1    | 3   | 0 | 1 | 2 | 4  | 6    | -2  |
| 4          | السعودية   | 1    | 3   | 0 | 1 | 2 | 3  | 5    | -2  |

| 18 يوليو | السعودية   | 2 | 2 | تركمانستان |
| 18 يوليو | العراق     | 0 | 1 | أوزبكستان  |
| 22 يوليو | تركمانستان | 2 | 3 | العراق     |
| 22 يوليو | أوزبكستان  | 1 | 0 | السعودية   |
| 26 يوليو | السعودية   | 1 | 2 | العراق     |
| 26 يوليو | تركمانستان | 0 | 1 | أوزبكستان  |

### السعُودية ضد تركمنستان
| السعودية              | 2–2            | تركمانستان                                 |
| --------------------- | -------------- | ------------------------------------------ |
| ياسر القحطاني 9'، 59' | تقرير المقابلة | نزار بايراموف 6' · بغنتش محمد كولييف 90+3' |

### السّعُودية ضد أوزبكستان
| السعودية | 0–1            | أوزبكستان           |
| -------- | -------------- | ------------------- |
|          | تقرير المقابلة | ألكساندر غينريخ 13' |

### السعُودية ضد العراق
| السعودية         | 1–2            | العراق                         |
| ---------------- | -------------- | ------------------------------ |
| حمد المنتشري 57' | تقرير المقابلة | نشأت أكرم 51' · يونس محمود 86' |

## مَرَاجِع
1. ↑  "مباريات كأس أمم آسيا 2004 على موقع مؤسسة إحصاءات وثيقة لرياضة كرة القدم". RSSSF.com. مؤرشف من الأصل في 2019-06-10.